# Myxom
Myxom är en ovanlig tumörsjukdom som kan förekomma i bland annat hjärtat, godartad och således ej cancer. Ofta kommer den i hjärtats vänstra förmak. Myxomet tillväxer mycket långsamt och börjar ge symtom då den påverkar blodflödet genom hjärtat. Exempel på symtom kan vara: förhöjd hjärt- eller andningsfrekvens, obehagskänslor i vissa kroppslägen, svimning m.m. Symtomen beror på hur tumören hämmar eller blockerar blodflödet och hjärtats funktion.
Det kan vara svårt att ställa diagnosen då undersökning med stetoskop, EKG och lungröntgen samt blodprover kan visa helt normala förhållanden. 
Datortomografi, ultraljud och magnetkamera avslöjar dock myxomet. Det är viktigt att kartlägga fästpunkt, storlek och läge före eventuell operation.
Tumören sprider sig i normalfallet inte utan är botad då den bortopererats. Eftersom detta innebär en operation inne i hjärtat måste det betraktas som en mycket stor operation. Bland annat kyls blodet och leds förbi hjärtat som dessutom måste stoppas innan operationen kan genomföras. Väl inne i hjärtat har kirurgen ett "enkelt" ingrepp att utföra. Prognosen för opererade patienter är mycket god.
Tillägg: Observera att ordet "tumör" (latin: tumor) i läkarspråket endast betyder knöl och därmed inte säger något om den är godartad eller elakartad. I artikeln ovan om myxom används begreppet "tumör" för en godartad knöl.